# 崇海大橋
崇海大桥是拟建的一座跨长江的桥梁，目前仍处于前期准备工作阶段，且由于崇启大桥已经落成启用，因此可能会对崇海大桥建设进度带来不利影响。

## 位置
崇海大桥为东北-西南走向，南岸位于上海市崇明區牛棚港东约1.7公里处，北岸则位于江苏省海门市青龙港西面约600米處，江面宽度为1.8公里。北接宁启高速公路，南接崇明环岛高速公路。

## 历史
- 经过13年努力，崇海大桥技术层可行性论证已经基本完成。
- 2003年8月，江苏省委、省政府在泰州召开沿江开发工作会议，将崇海大桥建设列到沿江开发总体规划意向。
- 2006年1月20日，江苏省第十届人民代表大会第四次会议批准崇海大桥列为江苏省国民经济和社会发展第十一个五年规划纲要之中。
- 2006年5月8日，海门市委、市政府成立了大桥建设指挥部，把大桥列为海门一号工程，进一步加强對大桥建设的领导，充实技术力量，全力加速筹造进程。

## 相关人物
院士有：李国豪、项海帆、范立础、施雅风、陈吉余

## 相关单位
- 交通运输部长江航务管理局
- 水利部长江水利委员会
- 江苏省发展和改革委员会
- 江苏省交通厅
- 上海市市政管理局
- 上海同济大学